# La Tène NE
| NE ist das Kürzel für den Kanton Neuenburg in der Schweiz. Es wird verwendet, um Verwechslungen mit anderen Einträgen des Namens La Tène zu vermeiden. |

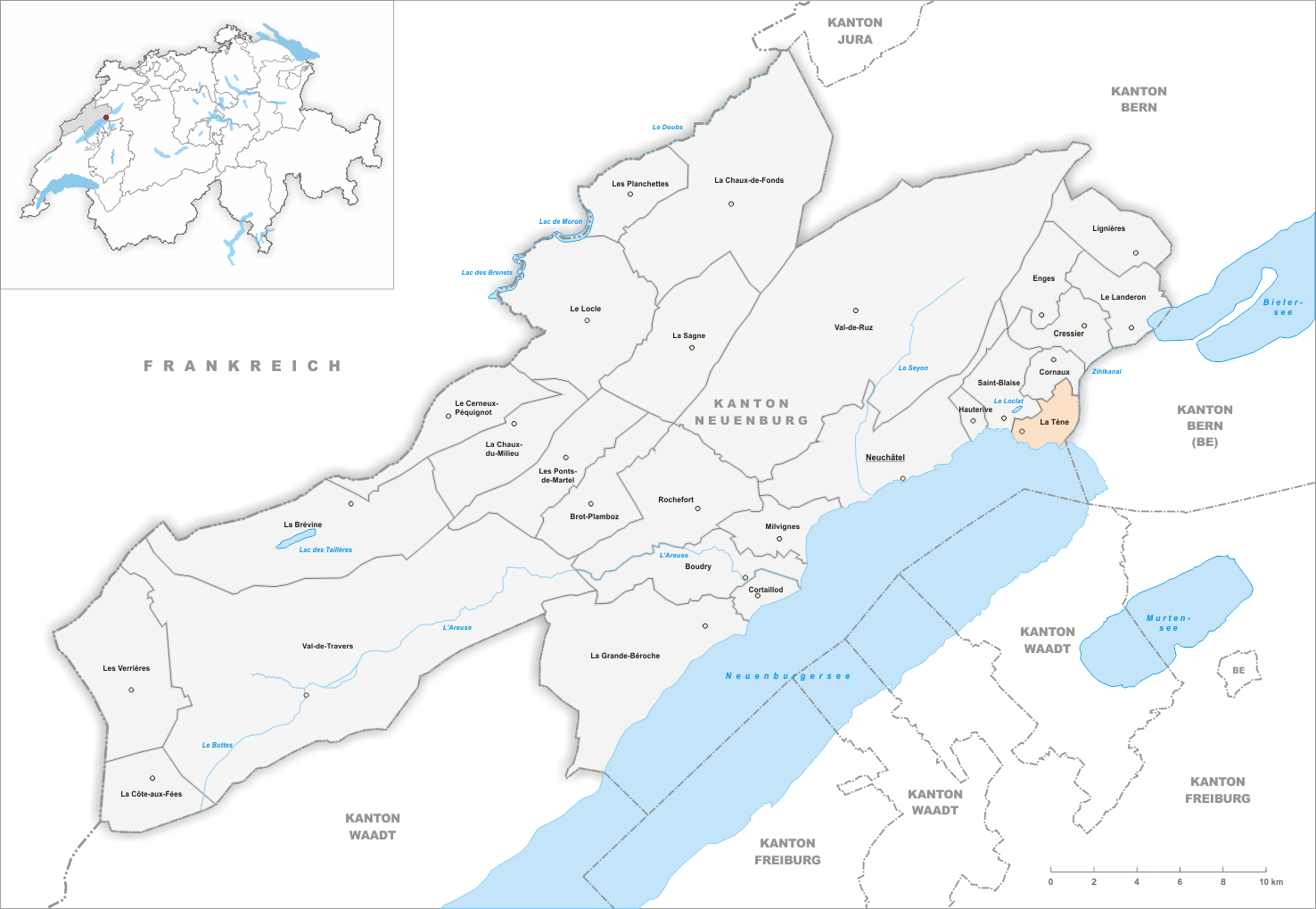
Gemeindestand vor der Fusion am 1. Januar 2025

La Tène ist ein Ort in der Gemeinde Laténa des Schweizer Kantons Neuenburg.
Sie war am 1. Januar 2009 aus der Fusion der beiden Gemeinden Marin-Epagnier und Thielle-Wavre entstanden. Der Name der ehemaligen Gemeinde lehnte sich an die prähistorische Fundstelle La Tène am Ufer des Neuenburgersees an. Am 1. Januar 2025 fusionierte sie mit Enges, Hauterive und Saint-Blaise zur Gemeinde Laténa. 
Die ehemalige Gemeinde bestand aus den Ortschaften Marin, Epagnier, Thielle und Wavre.

## Geografie
La Tène liegt ca. 6 km östlich der Stadt Neuenburg am nordöstlichen Ufer des Neuenburgersees. Die Ostgrenze der Gemeinde bildet der Zihlkanal, der den Neuenburger- in den Bielersee entwässert.

## Politik
- Grüne: 7
- SP: 8
- GLP: 3
- Entente: 7
- FDP: 16

Die Stimmenanteile der Parteien anlässlich der Nationalratswahl 2015 betrugen: SP 27,4 %, FDP 27,2 %, SVP 17,2 %, CVP 8,8 %, PdA 7,2 %, GPS 6,0 %, glp 3,3 %, BDP 1,1 %, Liste du vote blanc 1,0 %.
Das Gemeindeparlament (conseil général) besteht aus 41 Sitzen, die seit 2016 gemäss der nebenstehenden Grafik besetzt sind.